# Parafia św. Jana Chrzciciela w Dzietrzychowicach
Parafia św. Jana Chrzciciela w Dzietrzychowicach – parafia rzymskokatolicka, terytorialnie i administracyjnie należąca do diecezji zielonogórsko-gorzowskiej, do dekanatu Żagań, erygowana w XIV wieku. W parafii posługują księża diecezjalni. 